# Fed Cup de 2007
A Fed Cup de 2007 foi a 45ª edição do mais importante torneio entre países do tênis feminino.
Svetlana Kuznetsova venceu os quatro jogos que participou nesta edição, incluindo os dois de simples na final, que sacramentaram o título de sua equipe em casa.

## Grupo Mundial
Oito equipes disputaram o título em três fases eliminatórias.
|  |                                     |                                |                                |                               |   |                             |                                   |                             |  |  |                           |                           |                           |
|  | Primeira fase 21 e 22 de abril      | Primeira fase 21 e 22 de abril | Primeira fase 21 e 22 de abril |                               |   | Semifinais 14 e 15 de julho | Semifinais 14 e 15 de julho       | Semifinais 14 e 15 de julho |  |  | Final 15 e 16 de setembro | Final 15 e 16 de setembro | Final 15 e 16 de setembro |
|  | Primeira fase 21 e 22 de abril      | Primeira fase 21 e 22 de abril | Primeira fase 21 e 22 de abril |                               |   | Semifinais 14 e 15 de julho | Semifinais 14 e 15 de julho       | Semifinais 14 e 15 de julho |  |  | Final 15 e 16 de setembro | Final 15 e 16 de setembro | Final 15 e 16 de setembro |
|  | Castellaneta, Itália – saibro       |                                |                                |                               |   |                             |                                   |                             |  |  |                           |                           |                           |
|  |                                     |                                |                                |                               |   |                             |                                   |                             |  |  |                           |                           |                           |
|  | 1                                   | Itália                         | 5                              |                               |   |                             |                                   |                             |  |  |                           |                           |                           |
|  | 1                                   | Itália                         | 5                              | Castellaneta, Itália – saibro |   |                             |                                   |                             |  |  |                           |                           |                           |
|  |                                     | China                          | 0                              |                               |   |                             |                                   |                             |  |  |                           |                           |                           |
|  |                                     | China                          | 0                              |                               | 1 | Itália                      | 3                                 |                             |  |  |                           |                           |                           |
|  | Limoges, França – saibro (coberto)  |                                |                                |                               | 1 | Itália                      | 3                                 |                             |  |  |                           |                           |                           |
|  |                                     |                                | 4                              | França                        | 2 |                             |                                   |                             |  |  |                           |                           |                           |
|  |                                     | Japão                          | 4                              | França                        | 2 | 0                           |                                   |                             |  |  |                           |                           |                           |
|  |                                     | Japão                          |                                |                               |   | 0                           | Moscou, Rússia – saibro (coberto) |                             |  |  |                           |                           |                           |
|  | 4                                   | França                         | 5                              |                               |   |                             |                                   |                             |  |  |                           |                           |                           |
|  | 4                                   | França                         | 5                              |                               |   | 1                           | Itália                            | 0                           |  |  |                           |                           |                           |
|  | Moscou, Rússia – saibro (coberto)   |                                |                                |                               |   | 1                           | Itália                            | 0                           |  |  |                           |                           |                           |
|  |                                     |                                | 3                              | Rússia                        | 4 |                             |                                   |                             |  |  |                           |                           |                           |
|  | 3                                   | Rússia                         | 3                              | Rússia                        | 4 | 5                           |                                   |                             |  |  |                           |                           |                           |
|  | 3                                   | Rússia                         | Stowe, Estados Unidos – duro   |                               |   | 5                           |                                   |                             |  |  |                           |                           |                           |
|  |                                     | Espanha                        | 0                              |                               |   |                             |                                   |                             |  |  |                           |                           |                           |
|  |                                     | Espanha                        | 0                              |                               | 3 | Rússia                      | 3                                 |                             |  |  |                           |                           |                           |
|  | Delray Beach, Estados Unidos – duro |                                |                                |                               | 3 | Rússia                      | 3                                 |                             |  |  |                           |                           |                           |
|  |                                     |                                |                                | Estados Unidos                | 2 |                             |                                   |                             |  |  |                           |                           |                           |
|  |                                     | Estados Unidos                 | 5                              | Estados Unidos                | 2 |                             |                                   |                             |  |  |                           |                           |                           |
|  |                                     | Estados Unidos                 | 5                              |                               |   |                             |                                   |                             |  |  |                           |                           |                           |
|  | 2                                   | Bélgica                        | 0                              |                               |   |                             |                                   |                             |  |  |                           |                           |                           |
|  | 2                                   | Bélgica                        | 0                              |                               |   |                             |                                   |                             |  |  |                           |                           |                           |

## Grupo Mundial II
Segunda divisão da Fed Cup. As equipes vencedoras vão para a Repescagem do Grupo Mundial, enquanto que as perdedoras, para a Repescagem do Grupo Mundial II.
Datas: 21 e 22 de abril.
| Cidade     | Piso              | Equipe mandante | Equipe visitante | Resultado |
| ---------- | ----------------- | --------------- | ---------------- | --------- |
| Bratislava | saibro            | Eslováquia (*)  | República Checa  | 0–5       |
| Fürth      | saibro            | Alemanha (*)    | Croácia          | 4–1       |
| Kamloops   | carpete (coberto) | Canadá (2)      | Israel           | 2–3       |
| Dornbirn   | saibro (coberto)  | Áustria (1)     | Austrália        | 4–1       |

(*) Cabeça de chave 3 ou 4.

## Repescagem do Grupo Mundial
As equipes perdedoras da primeira rodada do Grupo Mundial enfrentam as vencedoras do Grupo Mundial II por um lugar na primeira divisão do ano seguinte.
Datas: 14 e 15 de julho.
| Cidade       | Piso              | Equipe mandante | Equipe visitante | Resultado |
| ------------ | ----------------- | --------------- | ---------------- | --------- |
| Linz         | saibro            | Áustria (3)     | Israel           | 1–4       |
| Knokke-Heist | saibro            | Bélgica (1)     | China            | 1–4       |
| Toyota       | carpete (coberto) | Japão (4)       | Alemanha         | 2–3       |
| Palafrugell  | saibro            | Espanha (2)     | República Checa  | 4–1       |

- China e  Espanha permanecerão no Grupo Mundial em 2008.
- Alemanha e  Israel foram promovidas e disputarão o Grupo Mundial em 2008.
- Áustria e  República Checa permanecerão no Grupo Mundial II em 2008.
- Bélgica e  Japão foram rebaixadas e disputarão o Grupo Mundial II em 2008.

## Repescagem do Grupo Mundial II
As equipes perdedoras do Grupo Mundial II enfrentam as vencedoras dos zonais do Grupo I - duas da Europa/África, uma da Ásia/Oceania e uma das Américas.
Datas: 14 e 15 de julho.
| Cidade  | Piso           | Equipe mandante | Equipe visitante | Resultado |
| ------- | -------------- | --------------- | ---------------- | --------- |
| Ashmore | duro           | Austrália (*)   | Ucrânia          | 1–4       |
| Córdoba | saibro         | Argentina       | Canadá (*)       | 4–1       |
| Split   | saibro         | Croácia (*)     | Taipé Chinesa    | 3–2       |
| Košice  | duro (coberto) | Eslováquia (*)  | Sérvia           | 4–1       |

- Croácia e  Eslováquia permanecerão no Grupo Mundial II em 2008.
- Argentina e  Ucrânia foram promovidas e disputarão o Grupo Mundial II em 2008.
- Sérvia e  Taipé Chinesa permanecerão nos respectivos zonais em 2008.
- Austrália e  Canadá foram rebaixadas e disputarão os respectivos zonais em 2008.

(*) Cabeça de chave.

## Zonal das Américas
Os jogos de cada grupo acontecem ao longo de uma semana em sede única, previamente definida.

### Grupo I
a) Round robin: todas contra todas em seus grupos (2);
b) Eliminatórias: primeira colocada contra primeira (a vencedora joga a Repescagem do Grupo Mundial II), segunda contra segunda (decisão do 3º e 4º lugar) e peúltima contra penúltima (a perdedora é rebaixada para o grupo II do zonal junto com a última do grupo com uma equipe a mais, que não joga repescagem).
Datas: 18 a 21 de abril.
Repescagem de promoção
| Cidade       | Piso   | Equipe 1 | Equipe 2  | Resultado |
| ------------ | ------ | -------- | --------- | --------- |
| Buenos Aires | saibro | Brasil   | Argentina | 0–2       |

- Argentina disputará a Repescagem do Grupo Mundial II.
- Chile e  República Dominicana foram rebaixadas e disputarão o Grupo II em 2008.

### Grupo II
a) Round robin: todas contra todas em seus grupos (2);
b) Eliminatórias: primeira de um grupo contra segunda de outro, e vice-versa (as vencedoras são promovidas para o grupo I do zonal); terceira contra terceira (decisão do 5º e 6º lugar) e quarta contra quarta (decisão do 7º e 8º lugar).
Datas: 16 a 21 de abril.
Repescagem de promoção
| Cidade     | Piso   | Equipe 1 | Equipe 2 | Resultado |
| ---------- | ------ | -------- | -------- | --------- |
| Montevidéu | saibro | Uruguai  | Bolívia  | 2–1       |
| Montevidéu | saibro | Equador  | Paraguai | 1–2       |

- Paraguai e  Uruguai foram promovidas e disputarão o Grupo I em 2008.

## Zonal da Ásia e Oceania
Os jogos de cada grupo acontecem ao longo de uma semana em sede única, previamente definida.

### Grupo I
a) Round robin: todas contra todas em seus grupos (2);
b) Eliminatórias: primeira colocada contra primeira (a vencedora joga a Repescagem do Grupo Mundial II), segunda contra segunda (decisão do 3º e 4º lugar), terceira contra terceira (decisão do 5º e 6º lugar), quarta contra quarta (decisão do 7º e 8º lugar) e quinta contra quinta (decisão do 9ª e 10º lugar).
Datas: 16 a 21 de abril.
Repescagem de promoção
| Cidade       | Piso | Equipe 1  | Equipe 2      | Resultado |
| ------------ | ---- | --------- | ------------- | --------- |
| Christchurch | duro | Tailândia | Taipé Chinesa | 0–3       |

- Taipé Chinesa disputará a Repescagem do Grupo Mundial II.

## Zonal da Europa e África
Os jogos de cada grupo acontecem ao longo de uma semana em sede única, previamente definida.

### Grupo I
a) Round robin: todas contra todas em seus grupos (4);
b) Eliminatórias: em dois jogos cada segmento, primeiras colocadas contra primeiras (as vencedoras jogam a Repescagem do Grupo Mundial II), segundas contra segundas (decisão do 5º ao 8º lugar), terceira contra terceira (decisão do 9º ao 12º lugar) e últimas contra últimas (as perdedoras são rebaixadas para o grupo II do zonal).
Datas: 18 a 21 de abril.
Repescagem de promoção
| Cidade  | Piso   | Equipe 1 | Equipe 2 | Resultado |
| ------- | ------ | -------- | -------- | --------- |
| Plovdiv | saibro | Roménia  | Sérvia   | 1–2       |
| Plovdiv | saibro | Ucrânia  | Polónia  | 2–1       |

- Sérvia e  Ucrânia disputarão a Repescagem do Grupo Mundial II.
- Estónia e  Lituânia foram rebaixadas e disputarão o Grupo II em 2008.

### Grupo II
a) Round robin: todas contra todas em seus grupos (2);
b) Eliminatórias: primeira de um grupo contra segunda de outro, e vice-versa (as vencedoras são promovidas para o grupo I do zonal); e penúltima contra penúltima (a perdedora é rebaixada para o grupo III do zonal junto com a última do grupo com uma equipe a mais, que não joga repescagem).
Datas: 23 a 27 de abril.
Repescagem de promoção
| Cidade         | Piso | Equipe 1      | Equipe 2 | Resultado |
| -------------- | ---- | ------------- | -------- | --------- |
| Vacoas-Phoenix | duro | África do Sul | Geórgia  | 1–2       |
| Vacoas-Phoenix | duro | Grécia        | Portugal | 0–2       |

- Geórgia e  Portugal foram promovidas e disputarão o Grupo I em 2008.
- Finlândia e  Noruega foram rebaixadas e disputarão o Grupo III em 2008.

### Grupo III
Round robin: todas contra todas em seus grupos (2). As primeiras colocadas são promovidas para o grupo II do zonal. Não há repescagens.
Datas: 23 a 27 de abril, em  Vacoas-Phoenix, no National Tennis Centre, em piso duro.
- Irlanda e  Turquia foram promovidas e disputarão o Grupo II em 2008.